# Robert Erskine Childers
Erskine Childers, wł. Robert Erskine Childers (ur. 25 czerwca 1870 w Londynie, zm. 24 listopada 1922 w Dublinie) – irlandzki pisarz, polityk, działacz nacjonalistyczny, żołnierz, bojownik o niepodległość Irlandii.

## Życiorys
Urodził się 25 czerwca 1870 r. w Londynie, jego ojciec Robert Caesar Childers był tłumaczem orientalistą, a matka Anna pochodziła z zamożnej, protestanckiej rodziny Bartonów. Po śmierci obojga rodziców, od dwunastego roku życia, wychowywał się wraz z czwórką rodzeństwa w rezydencji rodziny matki. Ukończył Haileybury College i Trinity College w Cambridge, gdzie studiował prawo i był redaktorem uniwersyteckiego Cambridge Review. Pracował jako urzędnik w Izbie Gmin od ukończenia studiów (1895) do 1910 r.. W tym okresie życia, gdy jego kuzyn, poseł Hugh Childers, lobbował w parlamencie na rzecz autonomii Irlandii, Robert Erskine Childers był temu pomysłowi zdecydowanie przeciwny.
W 1898 r. wstąpił do Londyńskich Ochotników Imperialnych. Pracę w parlamencie przerwał w czasie II wojny burskiej, kiedy podjął ochotniczo służbę jako artylerzysta. To prawdopodobnie w Transwalu, być może podczas rozmów z burskimi jeńcami, zaczął zrażać się do brytyjskiego imperializmu.
Po 1910 r. zrezygnował z pracy w Londynie i poświęcił się walce o niepodległość Irlandii. W lipcu 1914 r. przeszmuglował do Howth własnym jachtem ładunek broni zakupionej w Niemczech i przekazał go Irlandzkim Ochotnikom. Pomimo zaangażowania w antybrytyjską działalność w Irlandii, Childers uwierzył, że Ententa poprze irlandzką sprawę. W związku z tym służył w brytyjskich siłach zbrojnych podczas I wojny światowej, będąc oficerem wywiadu i rozpoznania lotniczego. Uzyskał odznaczenie Distinguished Service Cross, jednak brutalna reakcja władz na powstanie wielkanocne zaburzyła jego wiarę w przychylność Wielkiej Brytanii, a ustawa rozszerzająca pobór do wojska w Irlandii doprowadziła do całkowitego porzucenie dotychczasowych nadziei
W 1919 r., po ciężkim ataku grypy, został zwolniony z wojska. Wyjechał do rodziny matki, gdzie kuzyn Robert Barton poznał go z Michaelem Collinsem, a ten z kolei z Éamonem de Valerą. Pod wpływem tych znajomości porzucił koncepcję autonomii irlandzkiej, a całkowicie poparł ideę pełnej niezależności i utworzenia Republiki Irlandzkiej. W 1921 r. został wybrany z hrabstwa Wicklow posłem do Zgromadzenia Irlandzkiego z ramienia Sinn Féin i został ministrem propagandy. W tym samym roku był sekretarzem irlandzkiej delegacji negocjującej traktat angielsko-irlandzki. Sprzeciwiając się ustępstwom, które przywódcy delegacji, Griffith i Collins, poczynili na rzecz Brytyjczyków, Childers użył aparatu propagandy do wsparcia Irlandzkiej Armii Republikańskiej w rozpoczynającej się wówczas wojnie domowej.
Pojmany przez irlandzkie siły rządowe, został skazany na śmierć za nielegalne posiadanie broni i rozstrzelany 24 listopada 1922 r. w Dublinie.
Najbardziej znanym utworem w jego twórczości jest The Riddle of the Sands: A Record of Secret Service (1903), powieść szpiegowska, która cieszyła się bardzo dużą popularnością w Wielkiej Brytanii. W książce tej Childers przewidział wybuch wojny brytyjsko-niemieckiej. The Observer umieścił powieść na liście 100 największych powieści wszech czasów. Był zapalonym i doświadczonym żeglarzem, posiadał własny jacht, żeglował nim do Niemiec i Skandynawii. Jacht Asgard Childersa stanowi element kolekcji National Museum of Ireland.
W 1904 r. ożenił się z pochodzącą z Bostonu Mary Ellen Osgood, z którą miał dwóch synów. Starszy z nich, Erskine Hamilton Childers, został czwartym prezydentem Irlandii.